# Maureen O'Hara
Maureen O'Hara, egentlig Maureen FitzSimons, (født 17. august 1920 i Ranelagh nær Dublin, Irland, død 24. oktober 2015 i Boise) var en irsk-amerikansk skuespiller.
Med teatererfaring fra Dublin filmdebuterede hun i England i 1938 og spillede i Alfred Hitchcocks Jamaica Inn (Jamaica-kroen, 1939). Hendes første Hollywood-rolle, som Esmeralda i The Hunchback of Notre Dame (Klokkeren fra Notre Dame, 1939), blev et gennembrud. Hun spillede senere i flere af John Fords mest kendte film, bl.a. How Green Was My Valley (Grøn var min barndoms dal, 1941), Rio Grande (1950) og The Quiet Man (Den tavse mand, 1952). Hun trak sig tilbage fra film tidligt i 1970'erne, men gjorde comeback i Only the Lonely (1991).

## Filmografi
- Jamaica Inn (Jamaica-kroen, 1939)
- The Hunchback of Notre Dame (Klokkeren fra Notre Dame, 1939)
- How Green Was My Valley (Grøn var min barndoms dal, 1941)
- The Black Swan (Den sorte svane, 1942)
- Miracle on 34th Street (Det er herligt at leve, 1947)
- Rio Grande (Rio Grande (1950)
- The Quiet Man (Den tavse mand, 1952)
- Our Man in Havana (Vor mand i Havana, 1959)
- The Parent Trap (Familiefælden 1961)
- McLintock! (1963)

## I populærkultur
Maureen O'Hara omtales som sekretær for et Hollywood agency i nummeret Louie på pladen T-shirts, Terylenebukser & Gummisko fra 1975 af den danske sanger og sangskriver CV Jørgensen.